# Erebia sharsta
Erebia sharsta är en fjärilsart som beskrevs av Higgins 1965. Erebia sharsta ingår i släktet Erebia och familjen praktfjärilar. Inga underarter finns listade i Catalogue of Life.